# 普氏凹螺
普氏凹螺（學名：Tegula pfeifferi）是一個海螺的物種，是一種瓦螺科的腹足綱軟體動物。
舊屬凹螺属，今屬瓦螺屬。

## 形態描述
殼高30 mm，直徑33 mm。实心, 外壳成脐状有尖锐的圆锥形边缘。壳面颜色为深紫色或棕紫色,有斜状条纹；底部有辐射状地条纹或白色条纹。向上的主体部分为严格的圆锥形。顶部一般被侵蚀。大约7层螺层，各层宽度自上而下逐渐增大,外围最后一个角尖锐。外壳光滑或有细螺旋条纹，和不确定的的纵向褶皱。基底的外壳光滑，慢慢平凹。螺底部的脐孔占据了底部大约一半的面积。中部的壳轴呈锯齿状,上面延伸开的为白色的愈合组织。环状较厚的中心周围有一圈白环。